# Sciara pygmaea
Sciara pygmaea är en tvåvingeart som först beskrevs av Franz Lengersdorf 1929.  Sciara pygmaea ingår i släktet Sciara och familjen sorgmyggor. Inga underarter finns listade i Catalogue of Life.